# テオ・ファン・ゴッホ (映画監督)
テオ・ファン・ゴッホ（Theo van Gogh）ことテオドール・ファン・ゴッホ（Theodoor van Gogh、1957年7月23日 - 2004年11月2日）は、オランダの映画監督、テレビプロデューサー、著述家、俳優。画家フィンセント・ファン・ゴッホの弟テオドルス（テオ）の曾孫。

## 人物
テオドルスの息子フィンセント・ウィレムの二男ヨハンの子として生まれる。法学校中退後、劇場の支配人となるが映画製作に情熱を抱いており、1981年に『Luger』で映画監督としてデビューする。1996年の『Blind Date』と1997年の『In het belang van de staat (In the Interest of the State)』ではオランダのオスカーとも言えるGouden Kalf賞を受賞した。サンフランシスコ国際映画祭においてCertificate of Meritも受賞している。俳優としては1992年の「"De noorderlingen (The Northerners)』に出演している。その後、テレビプロデューサーとして、また新聞に物議を醸すようなコラムを書くなどして活動していた。
テオは論争を巻き起こす文章を書く名人であったと言える。中傷するようなトーン、個人的な敵意があるかのような文調により、彼は他のライターや著名人によって多くの訴訟を起こされ、寄稿していた雑誌をクビになり、以後は自身のウェブサイト「De Gezonde Roker (The Healthy Smoker)』で活動することを余儀なくされた。
テオは人生に対して強い虚無的な見方をしていた。大酒を飲み、オランダ人らしくコカインを使用していることをオープンにし、恋愛に関して冷笑的な見方をしていた。また自分の生活を楽しんでいるかのように見えたが、彼自身はいつ死んでもかまわないというようなことを語っていたという。
テオの最後の著書『Allah weet het beter (Allah Knows Best)』はイスラーム社会を扱ったものであり、冷笑的であざけるかのような彼の典型的なスタイルで書かれている。テオは特に2001年のアメリカ同時多発テロ事件以後、イスラーム批判でよく知られていた。また、彼はソマリア出身反イスラーム主義者の政治家アヤーン・ヒルシ・アリを支援していた。

## 映画 "Submission"
アリの脚本を元に作られた短編映画『Submission』は、4人の虐待されるムスリム女性を描き、イスラム社会における女性への暴力を扱っている。タイトルの『Submission』とは『Islam』の英語訳である。この作品では、透明なチャドルで覆われた女性の裸体が映し出される。彼女たちはその姿で祈り、アラーに語りかけるように物語を綴ってゆく。
2004年にこの映画が公開された後、アヤーン・ヒルシ・アリとテオの2人は殺害の脅しを受けている。テオはこの脅迫を真剣なものと捉えず、一切の保護を拒否したと言われている。この映画はイスラム社会から、イスラムの教えを誤って認識しているとされた。

## 死
テオは2004年11月2日の早朝、アムステルダムのオースト＝ワーテルグラーフスメール (Oost-Watergraafsmeer) 区役所の前、LinnaeusstraatとTweede Oosterparkstraatの角の路上の花屋の前で殺害された。47歳であった。8発撃たれ、その場で亡くなったが、更に喉を切り裂かれ、胸までも刺されてもいた。2本のナイフが遺体に刺されたまま残っており、そのうちの1つには5ページにわたるメモが留めてあった。このメモには欧米政府、ユダヤ、アヤーン・ヒルシ・アリに対する脅迫が書かれていた。また、エジプトの組織Takfir wal-Hijraのイデオロギーに言及するものであった。
犯行を行ったモハンマド・ボウイェリは26歳のモロッコ系オランダ市民（二重国籍者）であり、銃撃戦の後に警察により逮捕された。彼はアムステルダム生まれで高等教育も受けていたが、オランダの過激派Hofstad Networkとの関連があったとされる。ボウイェリはまた、警察官と一般人の殺害未遂、銃の違法所持、アヤーン・ヒルシ・アリ殺害を企てたとして2005年7月26日、仮釈放なしの終身刑を宣告された。
テオは亡くなる前、暗殺されたオランダの政治家ピム・フォルタインに関する映画を製作中であった。この映画は2004年12月にインターネット上で公開され、2005年の1月にプレミア上映された。